# Phlugis simplex
Phlugis simplex är en insektsart som beskrevs av Morgan Hebard 1927. Phlugis simplex ingår i släktet Phlugis och familjen vårtbitare. Inga underarter finns listade i Catalogue of Life.